# Lapalissada
Lapalissada ou verdade de La Palice  (também grafado La Palisse) é uma expressão de origem francesa, criada a partir da canção "La Mort de la Palice", dedicada a Jacques II de Chabannes, senhor de La Palice, na qual uma das estrofes contém um verso que enuncia algo que já era evidente no verso anterior. Trata-se, portanto, de um truísmo.

## Etimologia
O termo "lapalissada" é alusivo a Jacques II de Chabannes, senhor de La Palice (1470–1525), marechal de Francisco I, mas, contrariamente ao que a palavra pode sugerir, La Palice não foi autor de nenhuma lapalissada. Ocorre que, para homenagear sua coragem durante a Batalha de Pavia, quando acabou por perder a vida, os seus soldados escreveram uma canção, em sua memória, na qual se encontra a seguinte estrofe:
Hélas, La Palice est mort,
 Est mort devant Pavie.
Hélas, s'il n'était pas mort,
 Il ferait encore envie.
Mas, no francês antigo (assim como no português) o S possuía duas grafias, uma das quais era ſ. Esta última assemelhava-se muito à de um f, razão pela qual a última frase da estrofe — Il ferait encore envie ("Ainda faria inveja") — acabou sendo lida, erradamente, como Il serait encore en vie ("Ainda estaria vivo"). 
No século XVIII, Bernard de La Monnoye "recuperou" a canção, dando-lhe a seguinte forma:  "Il est mort le vendredi, passée la fleur de son âge, s'il fut mort le samedi, il eût vécu davantage." 
A grafia lapalissada vem do nome moderno da cidade francesa de Lapalisse, onde se situa o histórico castelo de La Palice

## Exemplos de lapalissadas
"Um quarto de hora antes de morrer, estava vivo" - Canção satírica francesa.
"Aquilo que escrevi, escrevi" - Pôncio Pilatos
"Estar vivo é o contrário de estar morto" - Frase popularmente atribuída à socialite portuguesa Lili Caneças
"A maior parte das nossas importações provém de países estrangeiros" - George W. Bush
"Comemora-se em todo o país uma promulgação do despacho número cem […], a que foi dado esse número não por acaso mas porque ele vem na sequência de outros noventa e nove anteriores promulgados…"- Américo Tomás
"A mulher que o trem matou, morreu. Morreu pela primeira vez" - O samba "A mulher que o trem matou", gravado pela Dupla Ouro e Prata
"O ano de 2015 é o ano imediatamente consecutivo a 2014" - Vítor Gaspar, Ministro das Finanças português, num debate parlamentar em abril de 2012.